# Zat Knight
Zat Knight (Solihull, 2 maggio 1981) è un ex calciatore inglese, di ruolo difensore.

## Carriera

### Club

#### Fulham
Viene acquistato dal Fulham, proveniente dal Rushall Olympic, in cambio di trenta tute. Considerato che Knight non era legato da alcun contratto con la vecchia società, il Fulham ha regalato le divise come una sorta di ringraziamento.
Knight ha segnato il primo gol con il Fulham nella stagione 2004-2005, mentre gli altri due nella stagione 2006-2007, contro Norwich e Bolton. Il primo in FA Cup è arrivato in un pareggio 1 a 1 contro il Watford. Essendo stato uno dei calciatori migliori del Fulham nel campionato 2006-2007, è stato nominato capitano in assenza per infortunio di Luís Boa Morte.
Prima della partita contro il West Ham, è stato annunciato che si era fratturato la mascella in due punti, mentre si trovava con suo fratello. Chris Coleman ha detto che secondo lui è molto difficile fratturarsi la mascella in due punti, ma ha aggiunto che nel suo infortunio non c'è stato nulla di strano.

#### Aston Villa
Il 29 agosto 2007, Knight ha firmato un contratto quadriennale con l'Aston Villa. Per il trasferimento, il Fulham ha incassato tre milioni e mezzo di sterline Ironicamente, il suo ultimo match è stato proprio contro i Villans, dove ha deviato nella sua porta un tiro di Ashley Young. Nelle prime ore del giorno del suo trasferimento, è stato arrestato insieme a suo fratello Carlos in una retata antidroga, nella casa di famiglia. Zat è stato poi liberato, mentre suo fratello è rimasto in custodia. La polizia ha dichiarato che nella casa è stato trovato un grosso quantitativo di droga. Knight ha temuto quindi di perdere il trasferimento, saltando la conferenza stampa per la sua presentazione, ma il suo agente è andato al suo posto e non ha menzionato nulla sull'accaduto. Knight ha poi debuttato segnando un gol nella vittoria casalinga per 2 a 0 contro il Chelsea, il 2 settembre 2007. La successiva rete di Knight non è arrivata fino alla stagione successiva quando, il 26 dicembre 2008, l'Aston Villa ha pareggiato con l'Arsenal per due a due al Villa Park. Knight ha siglato la rete del pareggio nei minuti di recupero, di fronte alla Holte End.

#### Bolton Wanderers
Il 25 luglio 2009, Knight ha firmato un contratto triennale con il Bolton, mentre all'Aston Villa sono andati 4 milioni di sterline.

#### Colorado Rapids e Reading
Il 1º ottobre 2014 si trasferì negli Stati Uniti d'America per giocare con i Colorado Rapids, con cui disputò 4 partite; il 2 febbraio 2015 rescisse il contratto con mutuo consenso.
Dopo aver effettuato un provino con il Watford, il 12 marzo 2015 si accasò al Reading, dove rimase fino al 21 maggio 2015, decidendo successivamente di ritirarsi.

### Nazionale
Knight ha debuttato nella Nazionale dell'Inghilterra il 28 maggio 2005, come sostituto in un match contro gli Stati Uniti. Ha effettuato la sua seconda presenza nella partita contro la Colombia.

## Statistiche

### Presenze e reti nei club
Statistiche aggiornate all'11 maggio 2014.
| Stagione           | Squadra            | Campionato         | Campionato | Campionato | Coppe nazionali | Coppe nazionali | Coppe nazionali | Coppe continentali | Coppe continentali | Coppe continentali | Altre coppe | Altre coppe | Altre coppe | Totale | Totale |
| Stagione           | Squadra            | Comp               | Pres       | Reti       | Comp            | Pres            | Reti            | Comp               | Pres               | Reti               | Comp        | Pres        | Reti        | Pres   | Reti   |
| ------------------ | ------------------ | ------------------ | ---------- | ---------- | --------------- | --------------- | --------------- | ------------------ | ------------------ | ------------------ | ----------- | ----------- | ----------- | ------ | ------ |
| 1998-1999          | Fulham             | TD                 | 0          | 0          | FACup+CdL       | 0+0             | 0               | -                  | -                  | -                  | -           | -           | -           | 0      | 0      |
| 1999-2000          | Peterborough Utd   | TD                 | 8          | 0          | FACup+CdL       | 0+0             | 0               | -                  | -                  | -                  | -           | -           | -           | 8      | 0      |
| 2000-2001          | Fulham             | FD                 | 0          | 0          | FACup+CdL       | 0+3             | 0               | -                  | -                  | -                  | -           | -           | -           | 3      | 0      |
| 2001-2002          | Fulham             | PL                 | 10         | 0          | FACup+CdL       | 3+2             | 0               | -                  | -                  | -                  | -           | -           | -           | 15     | 0      |
| 2002-2003          | Fulham             | PL                 | 17         | 0          | FACup+CdL       | 1+1             | 0               | CU                 | 5                  | 0                  | -           | -           | -           | 24     | 0      |
| 2003-2004          | Fulham             | PL                 | 31         | 0          | FACup+CdL       | 6+0             | 0               | -                  | -                  | -                  | -           | -           | -           | 37     | 0      |
| 2004-2005          | Fulham             | PL                 | 35         | 1          | FACup+CdL       | 5+2             | 1+0             | -                  | -                  | -                  | -           | -           | -           | 42     | 2      |
| 2005-2006          | Fulham             | PL                 | 30         | 0          | FACup+CdL       | 1+1             | 0               | -                  | -                  | -                  | -           | -           | -           | 32     | 0      |
| 2006-2007          | Fulham             | PL                 | 23         | 2          | FACup+CdL       | 1+0             | 0               | -                  | -                  | -                  | -           | -           | -           | 24     | 2      |
| 2007-2008          | Fulham             | PL                 | 4          | 0          | FACup+CdL       | 0+0             | 0               | -                  | -                  | -                  | -           | -           | -           | 4      | 0      |
| Totale Fulham      | Totale Fulham      | Totale Fulham      | 150        | 3          |                 | 26              | 1               |                    | 5                  | 0                  |             |             |             | 181    | 4      |
| gen.-giu. 2008     | Aston Villa        | PL                 | 27         | 1          | FACup+CdL       | 0+1             | 0               | -                  | -                  | -                  | -           | -           | -           | 28     | 1      |
| 2008-2009          | Aston Villa        | PL                 | 13         | 1          | FACup+CdL       | 3+1             | 0               | Int+CU             | 2+7                | 0                  | -           | -           | -           | 26     | 1      |
| Totale Aston Villa | Totale Aston Villa | Totale Aston Villa | 40         | 2          |                 | 5               | 0               |                    | 9                  | 0                  |             |             |             | 54     | 2      |
| 2009-2010          | Bolton             | PL                 | 35         | 1          | FACup+CdL       | 3+3             | 0               | -                  | -                  | -                  | -           | -           | -           | 41     | 1      |
| 2010-2011          | Bolton             | PL                 | 34         | 1          | FACup+CdL       | 3+2             | 0               | -                  | -                  | -                  | -           | -           | -           | 39     | 1      |
| 2011-2012          | Bolton             | PL                 | 25         | 0          | FACup+CdL       | 2+2             | 0               | -                  | -                  | -                  | -           | -           | -           | 29     | 0      |
| 2012-2013          | Bolton             | FLC                | 43         | 0          | FACup+CdL       | 3+1             | 0               | -                  | -                  | -                  | -           | -           | -           | 47     | 0      |
| 2013-2014          | Bolton             | FLC                | 31         | 2          | FACup+CdL       | 2+2             | 0               | -                  | -                  | -                  | -           | -           | -           | 35     | 2      |
| Totale Bolton      | Totale Bolton      | Totale Bolton      | 168        | 4          |                 | 23              | 0               |                    |                    |                    |             |             |             | 191    | 4      |
| Totale carriera    | Totale carriera    | Totale carriera    | 366        | 9          |                 | 54              | 1               |                    | 14                 | 0                  |             |             |             | 434    | 10     |

### Cronologia presenze e reti in nazionale
| Cronologia completa delle presenze e delle reti in nazionale ― Inghilterra | Cronologia completa delle presenze e delle reti in nazionale ― Inghilterra | Cronologia completa delle presenze e delle reti in nazionale ― Inghilterra | Cronologia completa delle presenze e delle reti in nazionale ― Inghilterra | Cronologia completa delle presenze e delle reti in nazionale ― Inghilterra | Cronologia completa delle presenze e delle reti in nazionale ― Inghilterra | Cronologia completa delle presenze e delle reti in nazionale ― Inghilterra | Cronologia completa delle presenze e delle reti in nazionale ― Inghilterra |
| Data                                                                       | Città                                                                      | In casa                                                                    | Risultato                                                                  | Ospiti                                                                     | Competizione                                                               | Reti                                                                       | Note                                                                       |
| -------------------------------------------------------------------------- | -------------------------------------------------------------------------- | -------------------------------------------------------------------------- | -------------------------------------------------------------------------- | -------------------------------------------------------------------------- | -------------------------------------------------------------------------- | -------------------------------------------------------------------------- | -------------------------------------------------------------------------- |
| 28-5-2005                                                                  | Chicago                                                                    | Stati Uniti                                                                | 1 – 2                                                                      | Inghilterra                                                                | Amichevole                                                                 | -                                                                          | 46’                                                                        |
| 31-5-2005                                                                  | East Rutherford                                                            | Inghilterra                                                                | 3 – 2                                                                      | Colombia                                                                   | Amichevole                                                                 | -                                                                          |                                                                            |
| Totale                                                                     |                                                                            | Presenze                                                                   | 2                                                                          |                                                                            | Reti                                                                       | 0                                                                          |                                                                            |

## Palmarès

### Club

#### Competizioni nazionali
- Campionato inglese di seconda divisione: 1

Fulham: 2000-2001

#### Competizioni internazionali
- Coppa Intertoto UEFA: 1

Fulham: 2001